# Connecteur BNC
Pour les articles homonymes, voir BNC.
Le connecteur BNC (Bayonet Neill–Concelman connector) est un connecteur électrique utilisé en terminaison de câble coaxial, en particulier dans le domaine radio-fréquence et les signaux vidéo. Rapide à fixer et garantissant une connexion verrouillée, ce connecteur tubulaire portant comprend sur sa partie femelle, deux petites broches baïonnette diamétralement opposées. Ces ergots s'encastrent dans des encoches situées sur la bague rotative du connecteur mâle. La fixation est assurée en effectuant un quart de tour à la bague rotative enserrant le connecteur.
Dans les années 1940, Octavio Salati (en) conçoit le connecteur BNC et dépose le brevet en 1945. Ce format correspond à une version miniaturisée du Connecteur C développé par Carl Concelman (en) à Amphenol, lequel est lui-même une variante à baïonnette du Connecteur N inventé par Paul Neill (en), aux Laboratoires Bell quelques années plus tôt. Du fait de son grand succès, de nombreuses déclinaisons et rétroacronymes circulent comme notamment, les British Naval Connector, Baby Neill-Concelman, Bayonet Navy Connector, Bayonet Nut Connector, etc.

## Utilisation
Le connecteur BNC est fréquent pour établir les connexions d'antennes de faible ou moyenne puissance et presque tous les outils de test électronique fabriqués dans les laboratoires depuis les années 1960, notamment les oscilloscopes, avec une impédance caractéristique de 50 ohms.
Le connecteur BNC est un format fréquent en vidéo professionnelle analogique ou numérique (SDI), avec une impédance caractéristique de 75 ohms.
Jusqu'aux années 2000, on le rencontre fréquemment pour les réseaux Ethernet légers de type 10BASE2, tant sur le câble de liaison, que sur la carte réseau.
Les connecteurs 50 et 75 ohms se différencient par l'augmentation de la permittivité à 75 ohm rendue possible par l'ajout d'un manchon isolant, fixé entre les conducteurs intérieur et extérieur du connecteur. La règle consiste à toujours respecter la même impédance pour la connectique et le câble.

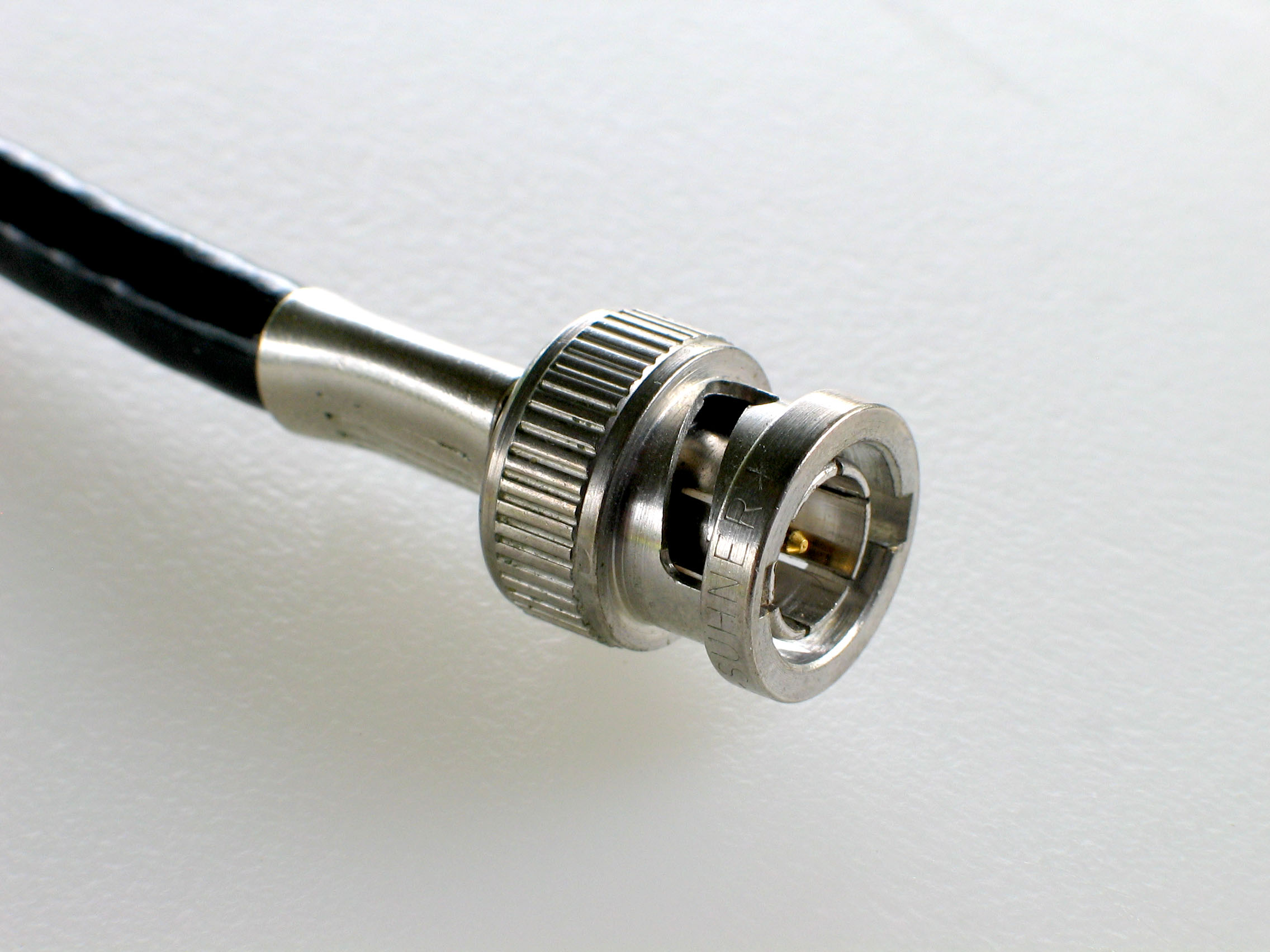
Connecteur BNC
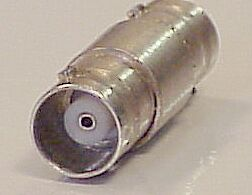
Connecteur BNC femelle
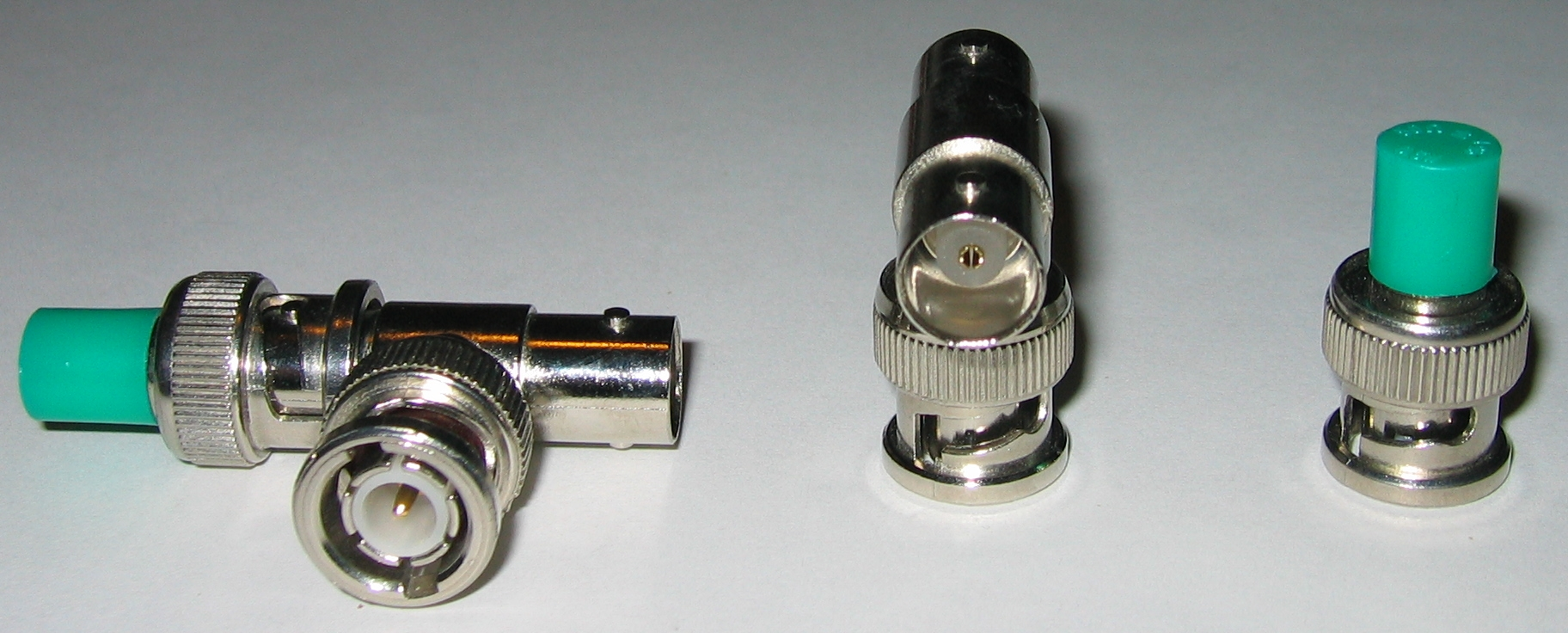
Connecteurs BNC en T avec résistance de terminaison
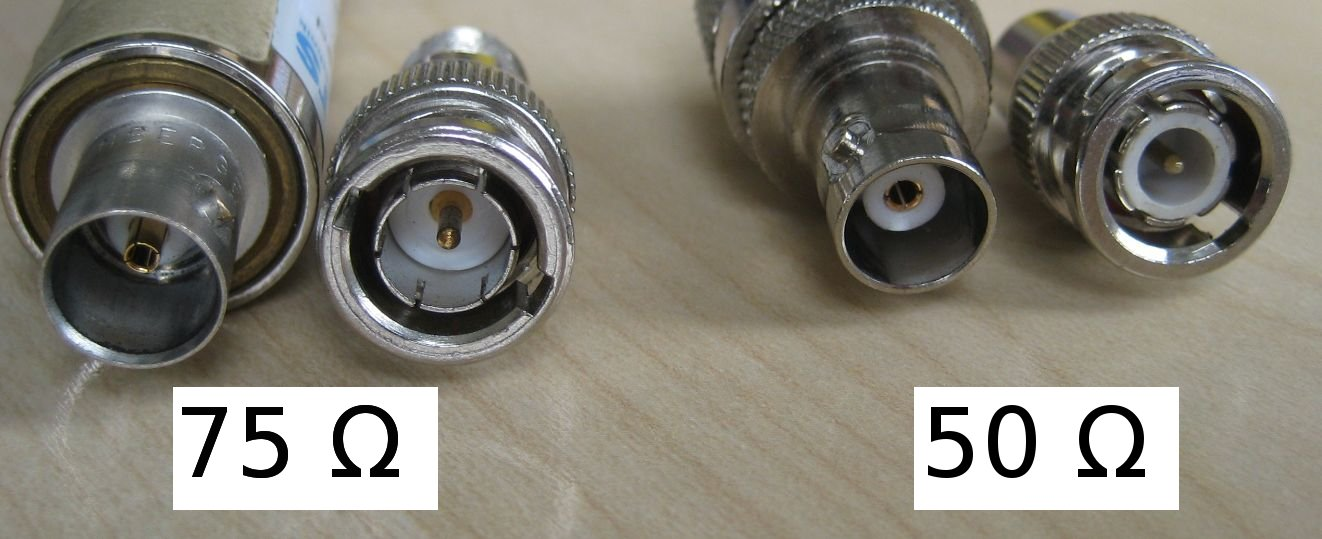
Différences entre BNC 50 et 75 ohms

## Variante
Une version à vis du connecteur BNC, appelée connecteur TNC signifiant Threaded Neill-Concelman est également commercialisée. Cette dernière possède des performances améliorées par rapport au connecteur BNC, notamment adaptée aux fréquences micro-ondes.

## Connecteur miniature
Les connecteurs BNC sont fréquemment utilisés dans les produits électroniques, mais ils sont maintenant remplacés par des connecteurs miniatures ayant des caractéristiques semblables, tels que DIN1.0/2.3, mini-BNC et le HD-BNC,.